# Ізоплит
Ізоплит (рос. Изоплит) — смт в Конаковському районі Тверської області Російської Федерації.
Населення становить 1559 осіб. Входить до складу муніципального утворення селище Ізоплит.

## Історія
Від 2005 року входить до складу муніципального утворення селище Ізоплит.

## Населення
| 1959  | 1970  | 1979  | 1989  | 2002  | 2009  | 2010  |
| ----- | ----- | ----- | ----- | ----- | ----- | ----- |
| 5868  | ↘5782 | ↘5518 | ↘5331 | ↘4441 | ↘1929 | ↘1769 |
| 2012  | 2013  | 2014  | 2015  | 2016  | 2017  | 2018  |
| ↘1743 | ↘1703 | ↘1668 | ↘1644 | ↘1629 | ↘1627 | ↗1647 |
| 2019  | 2020  | 2021  |       |       |       |       |
| ↘1636 | ↘1588 | ↘1559 |       |       |       |       |